# الكراهية في نادي بيلونا
الكراهية في نادي بيلونا هي رواية غامضة صدرت عام 1928 بقلم دوروثي سايرز، وهي رابع رواياتها التي تصور اللورد بيتر ويمسي. تم تصوير جزء كبير من الرواية في نادي بيلونا، وهو نادٍ خيالي في لندن للمحاربين القدامى (بيلونا هي إلهة الحرب الرومانية).

## القصة
بعد ظهر يوم 10 نوفمبر، استُدعى الجنرال فنتيمان البالغ من العمر تسعين عامًا إلى فراش موت أخته المنفصلة، ليدي دورمر، وعلم أنه بموجب شروط وصيتها، يمكنه أن يرث معظم ثروتها الكبيرة - الأموال التي يحتاجها أحفاده روبرت وجورج فنتيمان بشدة. ومع ذلك، إذا مات الجنرال أولاً، فسيذهب كل شيء تقريبًا إلى رفيقة السيدة دورمر، آن دورلاند.
توفيت السيدة دورمر في صباح اليوم التالي، يوم الهدنة، وبعد ظهر ذلك اليوم تم العثور على الجنرال ميتًا على كرسيه في نادي بيلونا. الدكتور بينبرثي، عضو النادي والطبيب الشخصي العام، يشهد على أن الوفاة حدثت لأسباب طبيعية ولكنه غير قادر على تحديد وقت الوفاة بالضبط. نظرًا لأن التركة ستشمل جميع المطالبين الثلاثة، وبما أنه من غير المعروف ما إذا كان الجنرال أو أخته قد ماتوا أولاً، فإن الأخوة فنتيمان يقترحون تسوية تفاوضية مع آن دورلاند، لكنها ترفض بشكل مفاجئ وبشدة. يُطلب من ويمسي التحقيق في القضية.
على غير العادة، لم ير أحد الجنرال يصل إلى النادي في وقته المعتاد وهو العاشرة صباحًا. أفاد خادمه أن الجنرال لم يعد إلى المنزل بعد زيارة أخته في اليوم السابق. اتصل رجل مجهول اسمه أوليفر ليقول إن الجنرال سيقضي الليلة معه. يقول روبرت فنتيمان إنه يعرف أوليفر، ويقضي الكثير من الوقت في مطاردة الفرد المراوغ عبر عدة بلدان قبل أن يعترف روبرت بأنه غير موجود بالفعل.
يكتشف ويمسي أنه بعد رؤية أخته، شعر الجنرال بالمرض واستشار الدكتور بينبرثي. ثم سافر إلى النادي حيث التقى بجورج فنتيمان في طريقه. هناك أبلغ روبرت بشروط الوصية وبعد ذلك بوقت قصير وجد ميتًا في المكتبة، على ما يبدو لأسباب طبيعية. منزعجًا من فقدان ميراثه، أخفى روبرت الجثة بين عشية وضحاها، واخترع أوليفر للتستر على موت الجنرال. في اليوم التالي، بينما كان أعضاء النادي قد خرجوا لمراقبة الصمت المعتاد لمدة دقيقتين في الساعة 11 صباحًا، نقل روبرت الجثة إلى كرسي ليتم العثور عليها لاحقًا.
لا يزال ويمسي غير راضٍ عن سبب الوفاة، وقد تم استخراج الجثة وإعادة فحصها. كان الجنرال قد تسمم بجرعة زائدة من دواء القلب الديجيتاليس. عندما يُعرف أن الجثة سيتم استخراجها، توافق آن دورلاند، التي لديها دافع واضح، فجأة وبشكل مريب على التسوية المقترحة مع الأخوين فنتيمان.
يجد ويمسي أن آن دورلاند حزينة بسبب السلوك القاسي والمهين للدكتور بينبرثي، الذي كانت مخطوبة له سراً. كان هو، مع التركيز على ميراثها المتوقع، هو الذي أصر على رفض التسوية والقتال من أجل التركة بأكملها. ومع ذلك، بمجرد أن أصبح معروفًا أن الجنرال قد تسمم، قام بإلغاء الخطوبة، مما يضمن صمت آن المحرج من خلال إبداء أسباب مهينة للغاية.
ويمسي يحسب ما حدث. عندما استشار الجنرال الدكتور بينبرثي بعد رؤية أخته، كان قد ذكر الوصية، وأدرك بينبرثي أنه إذا لم يمت الجنرال في الحال، فلن ترث خطيبته. أعطى الجنرال جرعة كبيرة من الديجيتاليس، ليتم تناولها في وقت لاحق من ذلك المساء عندما لم يكن بينبرثي حاضراً. ومع ذلك، كان حاضرًا في اليوم التالي عندما تم اكتشاف الجثة، وعلى الرغم من تدخل روبرت الذي أربك الوقت، إلا أنه كان قادرًا على إثبات أن الوفاة طبيعية دون إثارة الشكوك.
يكتب بينبرثي اعترافًا يبرئ آن دورلاند علنًا، ثم يطلق النار على نفسه في مكتبة النادي. في خاتمة، تم الكشف عن أن المطالبين الثلاثة الأصليين للملكية قسموها بشكل منصف، وأن روبرت يواعد آن الآن.

## الشخصيات
- اللورد بيتر ويمسي - المحقق الأرستقراطي الهواة ؛ عضو نادي بيلونا
- المحقق المفتش تشارلز باركر - صديق ويمسي
- ميرفين بونتر - خادم ويمسي
- السيد موربلز - محام لعائلتي ويمسي و فنتيمان
- الجنرال فنتيمان (متوفى) - جندي متقاعد مسن ؛ عضو نادي بيلونا
- سيدة دورمر (متوفاة) - شقيقة الجنرال فنتيمان الثرية والأرملة
- الرائد روبرت فنتيمان - الحفيد الأكبر للجنرال فنتيمان ؛ عضو نادي بيلونا
- الكابتن جورج فنتيمان - الحفيد الأصغر للجنرال فنتيمان ؛ عضو نادي بيلونا
- شيلا فنتيمان - زوجة جورج فنتيمان
- آن دورلاند - قريبة ورفيقة السيدة دورمر
- الدكتور بينبرثي - طبيب معدم ؛ عضو نادي بيلونا
- مارجوري فيلبس - صديقة الفنان ويمسي وآن دورلاند
- سالكومب هاردي - صحفي يكتب لصحيفة ديلي يل
- الكابتن كولير - سكرتير نادي بيلونا
- العقيد مارشبانكس - عضو نادي بيلونا
- السيد ويذريدج - عضو نادي بيلونا
- ديك شالونر - عضو نادي بيلونا

## الأهمية الأدبية والنقد
كتبت كاثرين كيني في عام 1990، ووصفت الكتاب بأنه أنجح روايات سايرز المبكرة، حيث اقترنت مؤامرة بوليسية رائعة بتفاصيل حية عن الحياة الإنجليزية في فترة ما بعد الحرب. «الكتاب عبارة عن دراما صغيرة مبنية بإحكام على أساس النكتة القديمة عن نادي رجل إنجليزي خانق للغاية بحيث لا يمكن تمييز أعضائه القتلى عن الأحياء - وهو تعليق وثيق الصلة بالمجتمع الموصوف على هذا النحو».